# Rudolf Geschwind

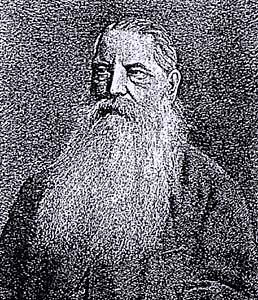
Rudolf Geschwind
(1829 - 1910)

Rudolf Geschwind (n 29 august 1829, Hředle, Boemia, Austro-Ungaria - azi în Republica Cehă - d. 30 august 1910, Karpfen Austro-Ungaria, azi Krupina, Slovacia) a fost un horticultor austriac.

## Studii și activitatea profesională
Interesat încă din copilărie de creșterea plantelor, Rudolf Geschwind a studiat timp de 2 ani la Universitatea Tehnică din Praga. Apoi și-a continuat studiile la Academia de Silvicultură din Schemnitz (azi Banska Stiavnica în Slovacia, terminându-și studiile în 1852. După terminarea studiilor s-a angajat în serviciul de silvicultură al Austro-Ungariei, unde a activat toată viața. A lucrat în diferite părți ale imperiului, pe teritoriul de azi al Italiei, Ucrainei, Poloniei, Republicii Cehe, Slovaciei și Ungariei.

## Activitatea de crescător de trandafiri
Ocupația sa de predilecție era însă creșterea trandafirilor. În intervalul dintre 1860 și 1910 a creat aproximativ 140 de soiuri diferite de trandafiri, majoritatea dintre ele rezistente la condiții de iarnă.
El a ajuns să fie cunoscut la nivel internațional cu prilejul expoziției universale de la Paris 1886, unde a expus speciile sale de trandafiri cățărători.
La moartea sa, în 1910, întreaga sa colecție a fost achiziționată de contesa Maria Henrieta Chotek pentru rozariul ei din Dolná Krupá.

## Publicații
Rudolf Geschwind făcea parte din horticultorii care deplângeau înapoierea creșterii trandarifilor în Germania. El a fost activ în grupul celor care încercau să amelioreze această stare de lucruri. În 1883 s-a înființat Uniunea Iubitorilor de Trandafiri Germani (Verein Deutscher Rosenfreunde) iar în 1886 a apărut primul număr al Gazetei Trandafirilor (Rosenzeitung). În această perioadă a apărut și volumele lui Rudolf Geschwind despre creșterea trandafirilor. 
Primul dintre aceste volume, publicat în 1884 a fost Die Rose im Winter ("Trandafirul în timpul iernii") analiza comparativ tehnicile de creștere a diferitor specii de trandafiri, ținând seama de rezistența lor la frig și la alte condiții climatice. El a fost urmat, tot în 1884 de volumul Die Theerose und ihre Bastarde ("Trandafirul nobil și hibrizii săi") care a fost publicat într-un tiraj mai redus. Ideile expuse din acest volum au fost detaliate și extinse în lucrarea Die Hybridation und Sämlingsaufzucht der Rosen ("Hibridizarea și creșterea butașilor trandafirilor din semințe"), tipărită în 1886. Cartea este considerată a fi primul tratat în limba germană despre tehnicile noi de creștere a trandafirilor. Lucrarea a fost premiată la Expoziția Internațională de Horticultură de la Köln în 1888. Volumul constituie și astăzi o lucrare de căpetenie pentru crescătorii și iubitorii de trandafiri, dând indicații practice asupra creșterii noilor varietăți sau hibrizi de trandafiri, atât în aer liber, cât și în condiții de seră sau la ferestre. Volumul a fost retipărit în 1997.
Pe lângă aceste volume, Rudolf Geschwind a publicat și numeroase articole în revistele de horticultură.

## Lista speciilor de trandafiri create de Rudolf Geschwind
| Anul punerii în comerț | Numele speciei              | Anul punerii în comerț | Numele speciei                     | Anul punerii în comerț                    | Numele speciei                            |  |
| ---------------------- | --------------------------- | ---------------------- | ---------------------------------- | ----------------------------------------- | ----------------------------------------- |  |
| 1860                   | Premier Essai               | 1890                   | Trompeter von Säckingen            | 1900                                      | Pescheräh                                 |  |
| 1867                   | Dr. Hurta                   | 1890                   | Rigoletto                          | 1900                                      | Eugen E. Marlitt                          |  |
| 1882                   | Anna Geschwind              | 1890                   | Ovid                               | 1900                                      | Satanella                                 |  |
| 1884                   | Geschwinds Nordlandrose     | 1890                   | Wodan                              | 1900                                      | Leopold Ritter                            |  |
| 1886                   | Lios Alpha                  | 1890                   | Anna Scharsach                     | 1900                                      | Gräfin Chotek                             |  |
| 1886                   | Mme Richter                 | 1890                   | Gipsy Blood                        | 1900                                      | Julia Festilla                            |  |
| 1886                   | Forstmeisters Heim          | 1890                   | Alpenfee                           | 1900                                      | Josephine Ritter'                         |  |
| 1886                   | Fatinitza                   | 1890                   | Elbfex                             | 1900                                      | Geschwinds Unermüdliche'                  |  |
| 1886                   | Mercedes                    | 1890                   | Dr. Valentin Teirich               | 1900                                      | Geschwinds Schönste                       |  |
| 1886                   | Souvenir de Brod            | 1890                   | Amneris                            | 1902                                      | Obergärtner Franz Joost                   |  |
| 1886                   | Schloß Luegg                | 1890                   | Andor                              | 1902                                      | Wenzel Geschwind                          |  |
| 1886                   | Nymphe Tepla                | 1890                   | Antonie Schurz                     | 1905                                      | Lady Gray                                 |  |
| 1886                   | Kleiner Postillon           | 1890                   | Corporal Johann Nagy               | 1909                                      | Gipsy Boy                                 |  |
| 1886                   | Décoration de Geschwind     | 1890                   | Chloris                            | 1909                                      | Azalea                                    |  |
| 1886                   | Ännchen von Tharau          | 1890                   | Erinnerung an meinem Vater         | 1909                                      | Wicking                                   |  |
| 1886                   | Wassilissa                  | 1890                   | Fantasca                           | 1909                                      | Walküre                                   |  |
| 1886                   | Aurelia Liffa               | 1890                   | Julius Fabianics de Misefa         | 1909                                      | Alice Rauch                               |  |
| 1886                   | Erlkönig                    | 1890                   | Lydia Geschwind                    | 1909                                      | Asta von Parpat                           |  |
| 1887                   | Manetti purpurea            | 1890                   | Picotte                            | 1909                                      | Parkzierde                                |  |
| 1887                   | Manetti alba rosea          | 1890                   | Hauptmann A. Steinsdorfer          | 1910                                      | Wachhilde                                 |  |
| 1887                   | Manetti floribunda          | 1890                   | Ulana                              | 1910                                      | Siwa                                      |  |
| 1887                   | Loreley                     | 1891                   | Dryade                             | 1910                                      | Freya                                     |  |
| 1887                   | Caecilie Scharsach          | 1891                   | Nymphe Egeria                      | Comercializate după moartea lui Geschwind | Comercializate după moartea lui Geschwind |  |
| 1887                   | Meteor                      | 1892                   | Erinnerung an Schloß Scharfenstein | 1912                                      | Hermione                                  |  |
| 1887                   | Gilda                       | 1892                   | Lydia                              | 1912                                      | Prinz Hirzeprinzchen                      |  |
| 1887                   | Rotkäppchen                 | 1894                   | Schneelicht                        | 1912                                      | Asra                                      |  |
| 1887                   | Dora                        | 1895                   | Fontäne                            | 1912                                      | Rote Beka                                 |  |
| 1887                   | Eurydice                    | 1895                   | Himmelsauge                        | 1912                                      | Ariana El                                 |  |
| 1887                   | Virago                      | 1895                   | Griseldis                          | 1912                                      | Fatma                                     |  |
| 1887                   | Fiametta                    | 1895                   | Lisdana                            | 1912                                      | Astra                                     |  |
| 1888                   | Kobold                      | 1895                   | Theano                             | 1913                                      | Geisha                                    |  |
| 1888                   | Erebus                      | 1895                   | Niobe                              | 1928                                      | Geschwinds Multiflora                     |  |
| 1888                   | Erinnerung an meine Mutter  | 1895                   | Meigela                            | 1928                                      | Geschwinds Gorgeous                       |  |
| 1888                   | Ernst G. Dörell             | 1895                   | Nora                               | Anul comercializării necunoscut           | Anul comercializării necunoscut           |  |
| 1888                   | Ernst Willner               | 1895                   | Phaedra                            |                                           | Arva Leany                                |  |
| 1888                   | Major Franz Teirich         | 1895                   | Irrlicht                           | Majthenyi                                 |                                           |  |
| 1888                   | Esmeralda                   | 1895                   | Vineta                             | Frau Dr. E. Skibinska                     |                                           |  |
| 1888                   | Tartarus                    | 1895                   | Crémé                              |                                           |                                           |  |
| 1888                   | Terror                      | 1895                   | Cyclop                             |                                           |                                           |  |
| 1888                   | Frau Viktoria von Thusansky | 1895                   | Geranium                           |                                           |                                           |  |
| 1889                   | Graziella                   | 1895                   | Gelon                              |                                           |                                           |  |
| 1889                   | Gruß an Wien                | 1895                   | Feuerkugel                         |                                           |                                           |  |
| 1889                   | Herzblättchen               | 1895                   | Zacharula-rubrifolia               |                                           |                                           |  |
| 1889                   | Marie Geschwind             | 1895                   | Sylvia                             |                                           |                                           |  |
| 1889                   | Báró Natália                | 1897                   | Gruß an Teplitz                    |                                           |                                           |  |
| 1889                   | Stadkassierer Wilhelm Liffa | 1897                   | Virgina R. Coxe                    |                                           |                                           |  |
| 1889                   | Caroline Bank               |                        |                                    |                                           |                                           |  |
| 1889                   | Marie Dermat                |                        |                                    |                                           |                                           |  |